# Агеевец, Владимир Ульянович
Владимир Ульянович Агеевец (1 марта 1927, Каинск — 28 октября 2020) — советский и российский спортивный педагог, президент Санкт-Петербургского государственного университета физической культуры имени П. Ф. Лесгафта: в период с 1973 года по 2001 год был его ректором, дольше любого другого за всю историю.
Первый вице-президент Петровской академии наук и искусств (член с 1992). Действительный член Международной академии информатизации (1991), Балтийской педагогической академии (1994). Почётный доктор Будапештского университета (1973).

## Биография
1941 год — слесарь-механик на эвакуированном из Ленинграда оборонном заводе (в Омске). В 1945 году вместе с заводом переехал в Ленинград.
С 1949 года находился на освобождённой комсомольской работе.
В 1951 году окончил Ленинградский техникум физической культуры, в 1955 году— заочное отделение Ленинградского государственного института физической культуры им. П. Ф. Лесгафта.
В 1957—1960 годах — начальник футбольной команды мастеров «Зенит». Также в этот период был завотделом физкультуры и спорта обкома ВЛКСМ (г. Ленинград).
В 1960—1964 годах — председатель Ленинградского областного совета ДСО «Труд».
С 1964 года заведовал кафедрой физического воспитания Ленинградского государственного университета. В 1970 году защитил кандидатскую диссертацию по философским наукам «Физическая культура и гармоническое развитие личности в социалистическом обществе».
В 1973 году Комитетом по физической культуре и спорту при Совете Министров РСФСР был назначен ректором Государственного института физической культуры имени П. Ф. Лесгафта. В 1986 году защитил докторскую диссертацию в форме научного доклада по теме «Методология и организационно-педагогические факторы совершенствования системы управления физической культурой в современном социалистическом обществе».

## Награды
- Орден «Знак Почёта» (27.04.1957) — «за успехи, достигнутые в деле развития массового физкультурного движения в стране, повышения мастерства советских спортсменов, и успешное выступление на международных соревнованиях»

## Память
- Кафедра социально-гуманитарных дисциплин имени В. У. Агеевца НГУ имени П. Ф. Лесгафта